# Alick Donald Walker
Pour les articles homonymes, voir Walker.
Alick Donald Walker, né le 26 octobre 1925 et mort le 4 décembre 1999, est un paléontologue britannique du XXe siècle, premier à donner son nom au dinosaure Eustreptospondylus, que l'on croyait depuis plus d'un siècle comme étant un Megalosaurus, en 1964.